# 貝特斯冰川
74°13′S 163°51′E / 74.217°S 163.850°E
貝特斯冰川（英語：Bates Glacier）是南極洲的冰川，位於維多利亞地的博克格雷溫克海岸，流經冷藏山脈西面，最終在米爾斯峰以北注入坎貝爾冰川。